# Arizona City (Arizona)
Arizona City é uma Região censo-designada localizada no estado americano de Arizona, no Condado de Pinal.

## Demografia
Segundo o censo americano de 2000, a sua população era de 4385 habitantes.

## Geografia
De acordo com o United States Census Bureau tem uma área de 
16,0 km², dos quais 15,8 km² cobertos por terra e 0,2 km² cobertos por água.

## Localidades na vizinhança
O diagrama seguinte representa as localidades num raio de 32 km ao redor de Arizona City. 